# McChicken

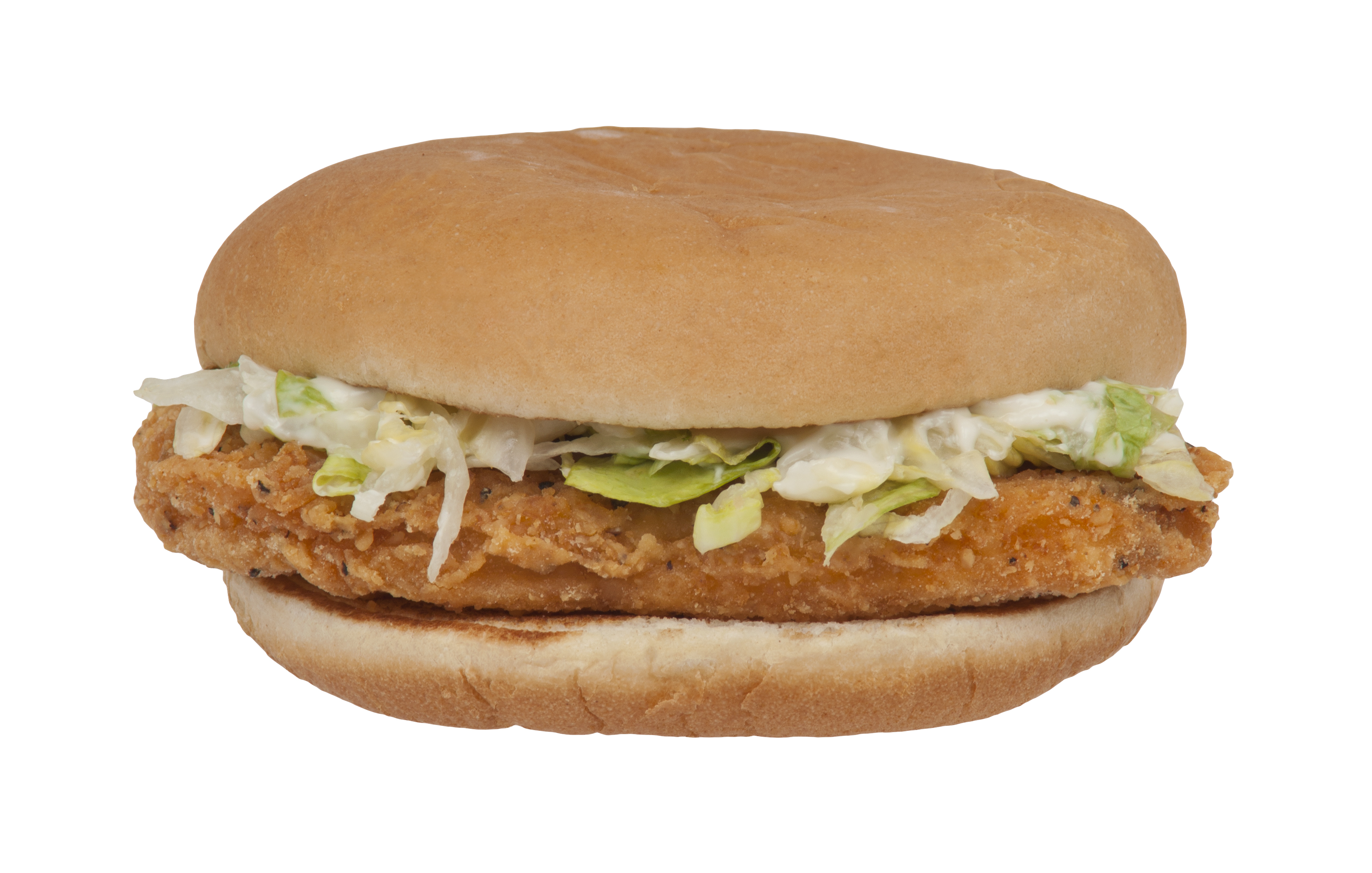
Ein US-amerikanischer McChicken

Der McChicken ist eine Variante des Chickenburgers. Sie wird von der Fast-Food-Kette McDonald’s produziert und vertrieben. Er ist einer der Burger der Restaurantkette mit dem meisten Absatz und wird in zahlreichen Ländern verkauft.

## Geschichte
Die Geschichte in den USA verläuft für den McChicken zuerst nicht sehr erfolgreich. Nachdem er in den 1980er Jahren auf die Speisekarte von McDonald’s gekommen ist, wurde er wegen fehlendem Absatz durch die Chicken McNuggets ersetzt. Aufgrund des Erfolgs der Chicken Nuggets wurde er 1988 wieder ins Menü aufgenommen, 1996 schließlich jedoch abermals gestrichen. Nach zahlreichen Petitionen und Briefen wurde der McChicken aber 1998 erneut eingeführt und ist seit daher fester Bestandteil des Sortiments von McDonald’s.
Der Burger, der  in den Vereinigten Staaten vertrieben wird, ist mit einem Gewicht von 144 g kleiner als der im deutschsprachigen Raum vertriebene.

## Zutaten
Der Burger besteht aus folgenden Zutaten:
- Weizenbrötchen mit Sesam
- Hühnerbruststücke geformt
- Würzcreme
- Eisbergsalat

## Nährwertangaben
Nährwert-Tabelle von McDonald’s Deutschland, bei der es sich um europäische Durchschnittswerte handelt:
| Nährwerte             | pro 100 g          | pro Portion (150 g) |
| --------------------- | ------------------ | ------------------- |
| Brennwert             | 1087 kJ (259 kcal) | 1610 kJ (384 kcal)  |
| Fett                  | 11 g               | 18 g                |
| gesättigte Fettsäuren | 2,1 g              | 3,1 g               |
| Kohlenhydrate         | 27 g               | 37 g                |
| davon Zucker          | 2,6 g              | 3,3 g               |
| Ballaststoffe         | 1,5 g              | 1,5 g               |
| Eiweiß                | 12 g               | 18 g                |
| Salz                  | 1,3 g              | 2,1 g               |